# Jan Łukaszewski
Jan Piotr Łukaszewski (ur. 1 sierpnia 1949 w Gdańsku) – polski dyrygent, pedagog  i organizator życia muzycznego, dyrektor naczelny i artystyczny Polskiego Chóru Kameralnego Schola Cantorum Gedanensis. Dyrektor artystyczny oraz pomysłodawca Międzynarodowego Festiwalu Mozartowskiego Mozartiana.
Od prawie 50 lat kieruje też Chórem Chłopięco-Męskim Pueri Cantores Olivenses, współpracuje również jako dyrygent gościnny m.in. z Chórem Polskiego Radia w Krakowie, Chórem Filharmonii Krakowskiej, Chórem Filharmonii Śląskiej, Chórem Narodowego Forum Muzyki we Wrocławiu, Chórem Filharmonii Łódzkiej oraz wieloma zespołami w kraju i za granicą.

## Wykształcenie
Ukończył Państwową Szkołę Muzyczną II stopnia w Gdańsku-Wrzeszczu w klasie śpiewu solowego (1971) oraz pedagogikę na Uniwersytecie Gdańskim (1980). Podstawą jego muzycznej edukacji były wiedza i doświadczenia przejęte od ojca Leona i starszego brata Ireneusza, pogłębione później na Podyplomowym Studium Dyrygenckim pod kierunkiem prof. Jerzego Zabłockiego i prof. Stanisława Krukowskiego. W 2014 na podstawie rozprawy Utwory sakralne Krzysztofa Pendereckiego na chór a cappella. Interpretacja i praktyka wykonawcza wybranych kompozycji uzyskał stopień doktora sztuk muzycznych Akademii Muzycznej w Krakowie. 15 września 2017 roku otrzymał tytuł Profesora nadany przez Prezydenta Rzeczypospolitej Polskiej Andrzeja Dudę.

## Praca zawodowa
W 1983 przejął kierownictwo nad Polskim Chórem Kameralnym, po kilkuletniej pracy w tym chórze jako śpiewak oraz asystent dyrygenta. Jan Łukaszewski jest też interpretatorem muzyki oratoryjno-kantatowej. Współpracował z polskimi i zagranicznymi zespołami takimi jak m.in. Sinfonia Varsovia, Polska Filharmonia Kameralna Sopot, orkiestra Polskiej Filharmonii Bałtyckiej, orkiestra Polskiej Filharmonii Sinfonia Baltica w Słupsku, orkiestra Academy of Ancient Music (Cambridge), zespół muzyki dawnej Sans Souci (Berlin), Orkiestra Barokowa Batzdorfer Hofkapelle (Drezno), Neue Düsseldorfer Hofmusik, Akademie Für Alte Musik Berlin (Berlin), Sinfonietta Cracovia, Orkiestra Kameralna Filharmonii Narodowej, Venice Baroque Orchestra czy Vivino Sospiro (Portugalia).
Ze swoimi zespołami koncertował niemal we wszystkich krajach Europy, Stanach Zjednoczonych, Kanadzie, Chinach i Japonii. Zasiada w jury konkursów chóralnych, m.in. w Japonii, Walii, na Litwie, we Włoszech oraz Szwajcarii. Jest także jurorem konkursów kompozytorskich w Polsce, Anglii, Francji, Niemczech i we Włoszech.
Jan Łukaszewski jest propagatorem i wykonawcą muzyki chóralnej takich kompozytorów jak Arnold Schönberg, Olivier Messiaen, Iannis Xenakis, Vinko Globokar, Tōru Takemitsu, R. Strauss, Ernst Pepping, Tippett, Charles Ives, Heinrich Poos, Samuel Barber, Krzysztof Penderecki, Henryk Mikołaj Górecki, Wojciech Kilar, Andrzej Koszewski, Edward Pałłasz, Romuald Twardowski, Józef Świder, Juliusz Łuciuk.
Jako pierwszy dyrygent dokonał nagrania kompletu utworów Krzysztofa Pendereckiego na chór a cappella, za które dwukrotnie (w 2010 i 2014 roku) otrzymał nagrodę Orphee d’Or przyznaną przez Académie du Disque Lyrique. W roku 2013 Jan Łukaszewski poprowadził nagranie 55 motetów Andrzeja Hakenbergera (1574–1627) w wykonaniu Polskiego Chóru Kameralnego i szwajcarskiego zespołu instrumentalnego Musica Fiorita.    
Dokonał licznych nagrań dla PR i TVP (m.in. 68 ofertoriów G.P. Palestriny), a także dla niemieckich rozgłośni radiowych i stacji telewizyjnych. Zarejestrował ponad 80 płyt CD.
Jan Łukaszewski nagrał kilkadziesiąt płyt CD, MC, LP oraz video, a także zarejestrował dziesiątki godzin muzyki dla Polskiego Radia, Dutch Radio, Sender Freies Berlin, Bayrischer Rundfunk, Südwestrundfunk, Westdeutscher Rundfunk oraz dla TVP i telewizji niemieckiej.
Płyty nagrane przez Jana Łukaszewskiego były 22 razy nominowane do prestiżowej Nagrody Muzycznej Fryderyk, a pięciokrotnie ją zdobyły − ostatnio w 2014 roku za płytę „Marian Borkowski Choral Works” w kategorii Najwybitniejsze Nagranie Muzyki Polskiej.
Z jego inspiracji odbyły się m.in. Międzynarodowe Sympozja Muzyki Chóralnej, Dni Bachowskie, Festiwal Chopin w Gdańsku, a także kolejne edycje Międzynarodowego Festiwalu Mozartowskiego Mozartiana.

## Działalność pedagogiczna
Jan Łukaszewski od lat prowadzi interpretacyjne kursy mistrzowskie i seminaria dla dyrygentów chóralnych w kraju i za granicą. Wykładał m.in. na podyplomowych studiach dyrygenckich w Bydgoskiej Akademii Muzycznej, na Międzynarodowym Sympozjum Muzyki Chóralnej w Gdańsku, w Tokio – dwukrotnie, Nagano, Karuizawa i Morioka (Japonia), w Reggio di Calabria (Włochy) oraz z E. Ericsonem podczas Frankońskich Dni Muzycznych w Niemczech. W 1999 Jan Łukaszewski był wykładowcą na World Symposium on Choral Music w Rotterdamie, w którym uczestniczyło około 5000 dyrygentów.
Był dyrektorem artystycznym Międzynarodowego Festiwalu Chóralnego Singing together w Chieti (Włochy). Wielokrotnie zasiadał w jury międzynarodowych konkursów chóralnych, m.in. w Japonii (Takarazuka, Karuizawa, Tokio, Morioka), Walii, na Litwie, we Włoszech i Szwajcarii. Jest również stałym członkiem kapituły Nagrody im. Jerzego Kurczewskiego i zasiada w jury oraz współorganizatorem Międzynarodowego Konkursu Kompozytorskiego Musica Sacra Nova.

## Ordery i odznaczenia
- Krzyż Oficerski Orderu Odrodzenia Polski (12 września 2018)[3]
- Złoty Krzyż Zasługi (2003)
- Złoty Medal „Zasłużony Kulturze Gloria Artis” (16 czerwca 2023)[4][5][6]
- Srebrny Medal „Zasłużony Kulturze Gloria Artis” (19 sierpnia 2008)[6]

## Nagrody i wyróżnienia
- Nagroda Artystyczna Gdańskiego Towarzystwa Przyjaciół Sztuki (1991)
- Nagroda Miasta Gdańska w Dziedzinie Kultury „Splendor Gedanensis” (1994)[7]
- Nagroda im. Jerzego Kurczewskiego, przyznawana przez kapitułę złożoną z polskich autorytetów muzycznych pod patronatem Krzysztofa Pendereckiego (1999)
- Pomorska Nagroda Artystyczna za rok 1999 w kategorii Całokształt Twórczości (2000)
- Nagroda Prezydenta Miasta Gdańska w Dziedzinie Kultury z okazji jubileuszu 30-lecia działalności chóru chłopięco-męskiego Pueri Cantores Olivenses (2002)[8]
- Nagroda Prezydenta Miasta Gdańska w Dziedzinie Kultury za całokształt pracy artystycznej (2003)[8]
- Nagroda Prezydenta Miasta Gdańska w Dziedzinie Kultury z okazji jubileuszu 30-lecia Polskiego Chóru Kameralnego Schola Cantorum Gedanensis (2008)[8]
- Nagrody Miasta Gdańska w Dziedzinie Kultury „Splendor Gedanensis” za wykreowanie marki Międzynarodowego Festiwalu Mozartowskiego „Mozartiana”   w Gdańsku (2008)[7]
- Nagroda Orphee d’Or przyznana przez Académie du Disque Lyrique (2010, 2014)[9]
- Nagroda Honorowa Gdańskiego Towarzystwa Przyjaciół Sztuki (2017)[2]
- Nagroda Zarządu Stowarzyszenia Autorów ZAiKS za Propagowanie Polskiej Muzyki Współczesnej (2020)[10][11]
- „Złoty Fryderyk” za całokształt osiągnięć artystycznych (2021)[2]